# In God We Trust (Stryper)
In God We Trust è il quarto album in studio registrato e pubblicato dalla band christian metal statunitense Stryper, nel 1988.

## Tracce
1. "In God We Trust" (Michael Sweet, Robert Sweet)– 3:56
2. "Always there for You" (Michael Sweet) – 4:09
3. "Keep the Fire Burning" – 3:35
4. "I Believe in You" – 3:17
5. "The Writings on the Wall" – 4:19
6. "It's Up 2 U" – 3:51
7. "The World of You and I" – 3:45
8. "Come to the Everlife" – 4:09
9. "Lonely" – 4:09
10. "The Reign" – 2:50

## Formazione
- Michael Sweet - voce, chitarra
- Robert Sweet - batteria
- Oz Fox - chitarra, voce

### Altri musicisti
- Brad Cobb - basso
- Billy Meyers - tastiere
- John Van Tongeren - tastiere